# Paul-Jean Clays

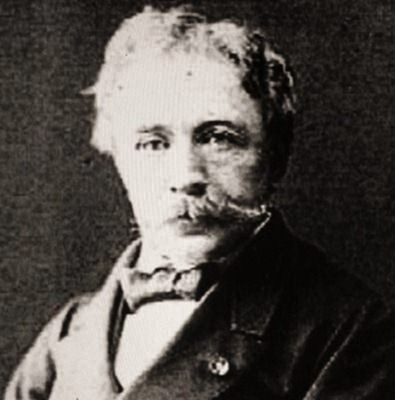
Paul-Jean Clays

Paul-Jean Clays (Brugge, 20 november 1817 – Schaarbeek, 9 februari 1900) was een Vlaamse marineschilder die werkte in de stijl van de romantiek en het realisme.

## Leven en werk
Paul-Jean Clays werd geboren als zoon van Paul Clays, die als ontvanger werkzaam was bij het ministerie van belastingen, en van Anna-Josèphe Khnopff. Hij huwde op 22 april 1852 met Marie-Isaure Quetelet (overleden 15 december 1860), dochter van de veelzijdige geleerde Adolphe Quételet. Het echtpaar kreeg drie dochters en een zoontje dat op jonge leeftijd overleed. Paul-Jean Clays zelf overleed te Schaarbeek (Brussel) op 9 februari 1900. Een broer van Clays’ moeder, Jean Khnopff, was de grootvader van de symbolistische kunstenaar Fernand Khnopff (1858-1921). Door zijn echtgenote was Clays ook verwant met de Brusselse genreschilder en lithograaf Jean-Baptiste Madou (1796-1877). Rond 1840 woonde Clays aan de Orléansstraat 42 in Brussel, in 1849 aan de Nieuwe Koningstraat 53 en in 1861 in het Koninklijk Observatorium.
Clays bracht zijn vroegste jeugdjaren door te Westkapelle bij Knokke. Vader Clays was er om beroepsredenen gaan wonen. Na enkele jaren kwam de familie terug naar Brugge. Van jongs af aan voelde Clays zich tot de zee, de rivieren en kanalen aangetrokken. Zijn wens was dan ook zeeman te worden. Zijn vader besliste er evenwel anders over en stuurde Paul-Jean naar een pensionaat te Boulogne. Hij presteerde er goed tot op het moment dat de drang naar zee het toch won van de studie en hij als scheepsjongen op een kustvaartschip meevoer. Mettertijd legde vader Clays zich bij de wil van zijn zoon neer.

### Eerste stappen als kunstenaar
Terug te Brugge begon Clays zijn maritieme impressies in tekeningen vast te leggen. De vele waterwegen in en rond Brugge behoorden tot zijn geliefde motieven in die tijd. Een bewaard gebleven schetsboek uit 1838 (eertijds verz. A. Berqueman) getuigt van zijn trefzekere hand. Door moeizame zelfstudie maakte hij zich de olieverftechniek meester. Hij bleek hierin zelfs zo goed, dat er aan professioneel onderricht gedacht kon worden. Te Parijs kreeg hij een tijdlang lessen van Horace Vernet, afstammeling van de illustere Claude Joseph Vernet, en van de gevierde marineschilder Théodore Gudin, die er een druk leerlingenatelier op nahield.
Clays zag zijn Parijse leertijd bekroond toen hij een wedstrijd won die door een Frans parlementslid was uitgeschreven om aan de stad Saint-Quentin, die hij in het parlement vertegenwoordigde, een belangrijk schilderij te schenken. Clays had er succes, verkocht veel en voor hoge prijzen.

### Carrière in Brussel

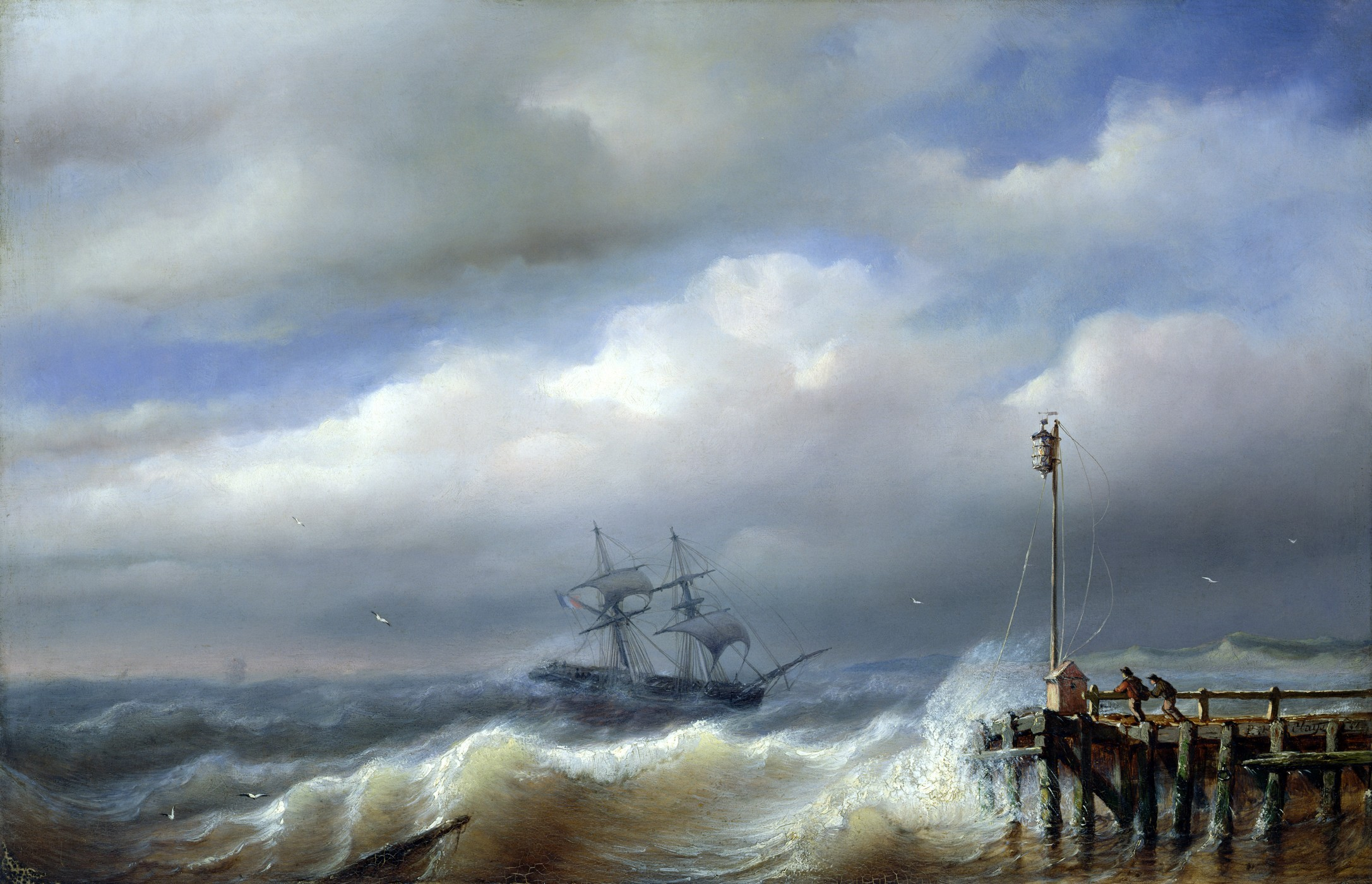
Woelige zee bij stormweer (1846).

In 1839 woonde hij in Brussel. Dat jaar toonde hij een reeks marines in het Brusselse Salon: De Thames en De rede van Calais (beide toen in bezit van graaf Meeus), een Kustlandschap in Vlaanderen (toen verz. Kolonel Moyaert), een Kanaallandschap (verz. E.H. Léon de Foere), een niet nader gespecifieërde Marine”(toen verz. Bankier Pratt) en een Storm van 22 jan. 1839 met als ondertitel: Schipbreuk op de Engelse kust van het Engelse schip Lockwood en van twee Amerikaanse paketboten St.-André en Pennsylvania die naar New-York vertrokken. ’s Avonds werden de schepen opgemerkt door de Princess Victoria.
Hij stuurde slechts één schilderij naar het Salon van 1840 te Antwerpen: Het vergaan van de Engelse driemaster Douglas op de kust van Fécamp; enkele mannen pogen zich te redden op een vlot.
Omstreeks die tijd kreeg de Oostendse kunstschilder Louis Serruys zijn opleiding bij Clays. In 1841 diende Clays zijn aanvraag in om als officieel schilder mee te varen op een schip van de Koninklijke Marine. Dat werd hem toegestaan en hij voer dat jaar op een kotter die het wachtschip, de topzeilschoener Marie-Louise, begeleidde tijdens de rondvaarten op de Noordzee. Tijdens die reis deed Clays Engeland, Shetland en de Faeröer aan. Op hetzelfde schip voer ook een zekere Oscar Ducolombier die het in zijn memoires over Clays heeft : ... de 19e april voeren wij uit… Onze vriend Clays, marineschilder, had de toelating bekomen om met ons in te schepen… Clays tekende een gezicht te Yarmouth dat hij later gebruikte voor een merkwaardig schilderij. Ducolombier herinnerde zich verder dat Clays een olieverfschets maakte van het oude kasteel te Scalloway op de Shetlandeilanden en dat hij gitaar speelde op een avondfeestje bij de Belgische consul Ogilvy te Lerwich. Clays’ maritieme exploten duurden zo’n 8 maanden en resulteerden in tal van belangrijke schilderijen, o.a. die waarop de Louise Marie staat afgebeeld. Een exemplaar, bewaard in het Nationaal Scheepvaartmuseum van Antwerpen, maar een bruikleen van het Bestuur van het Zeewezen te Brussel, stelt de “Louise Marie” voor onder zeil op de rede van Oostende in 1842. Een ander schilderij met hetzelfde schip erop is te zien in de maritieme sectie van het Legermuseum te Brussel. In zijn boekje L’art et la mer publiceerde A. Berqueman een tekening uit diezelfde tijd, eveneens de “Louise-Marie” voorstellend. Er bestaat ook een litho van Clays waarop de topzeilschoener afgebeeld is.
Van zijn reis met de Koninklijke Belgische Marine was niets te merken in het Brusselse salon 1842: toen toonde Clays enkel een “Oostende vanop zee gezien”. Noteren we ook zijn nieuw adres: Koningstraat 53 te Brussel.

### Portugal

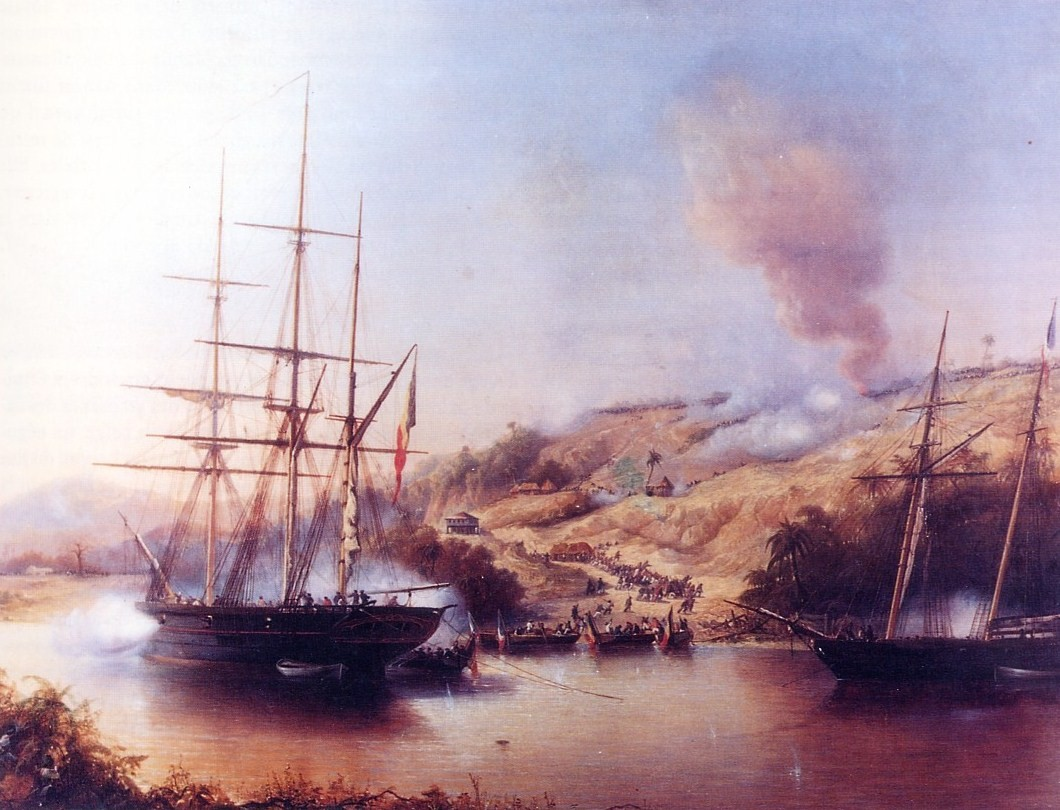
De inneming van Debokké, door Paul-Jean Clays (1849).

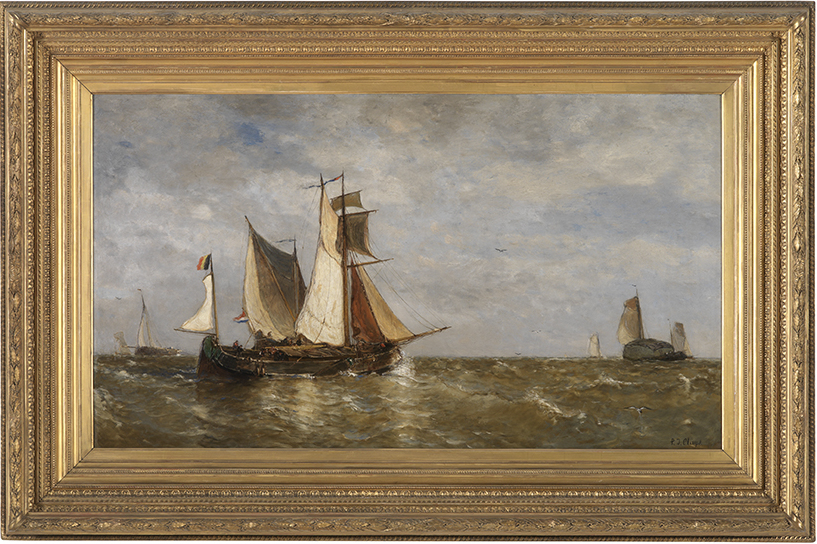
Scheldemonding (ca. 1852-1875).

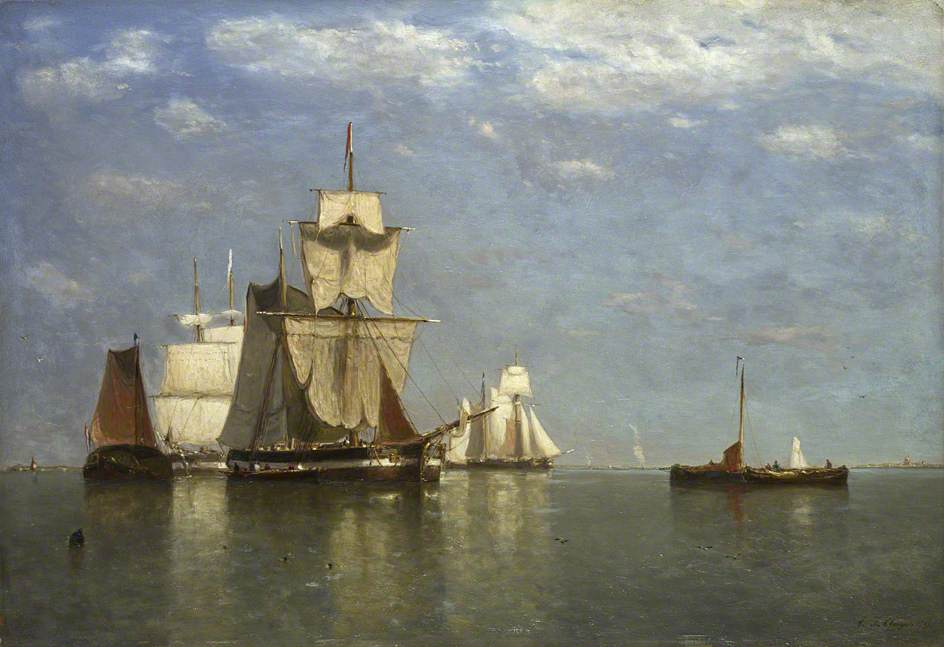
Schepen voor anker voor Vlissingen (1869).

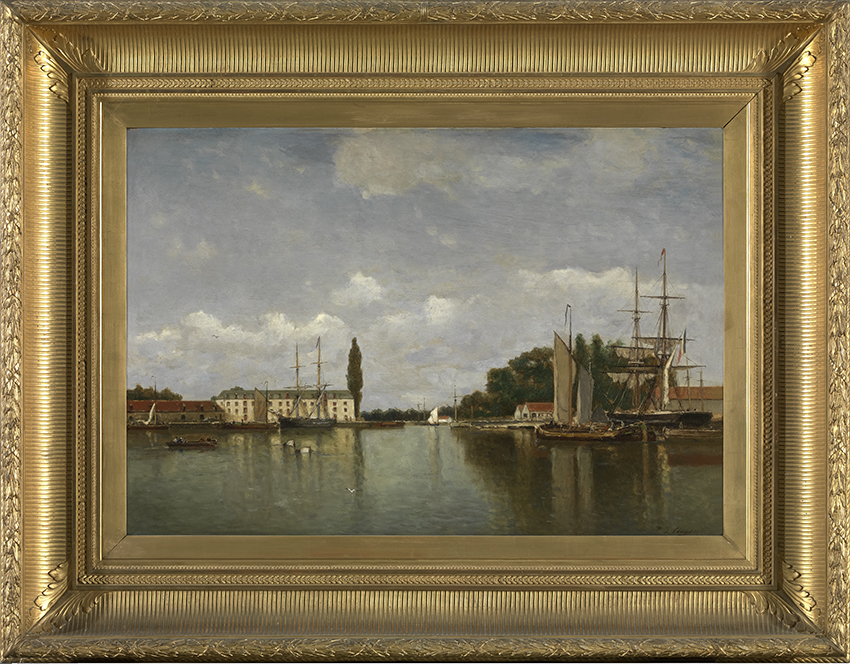
De Handelskom in Brugge (1870).

In 1844 was Clays op reis naar Portugal, en het jaar erop konden de salonbezoekers zien hoe hij tijdelijk de Portugese toer opging met marines als Alfendega in de Algarven-Portugal en La Catharina – een ontredderd Portugees schip in zicht van een Frans eskader – Nadering van Cap Saint-Michel.
Uit 1854 ongeveer dateert het portret van G. van den Broecke, luitenant-ter-zee bij de Belgische Marine (Antwerpen, Nationaal Scheepvaartmuseum). In 1848 waren er te Brussel dan weer meer klassieke onderwerpen te zien als Rede van Yarmouth – ochtendeffect bij optrekkende nevel en Windvlaag in volle zee. Het jaar erop toonde Clays een Rede van Lagos – Portugal en een Rede van Leith nabij Edinburgh. In 1849 voltooide hij een Slag van Debokké.

### Gevestigde waarde
Vanaf 1850 ongeveer was Clays een gevestigde naam als marineschilder. Tot dan toe had hij steeds overtuigd in de romantische-realistische stijl van Louis Verboeckhoven en met enige reminiscenties naar de 17de-eeuwse Hollandse marineschilders gewerkt. Dat is zeer duidelijk te zien in zijn versies van de Louise-Marie: realiteitszin gekoppeld aan geflatteerde kleurweergave en kunstmatige belichting. Zijn inzendingen naar het Brusselse salon 1851 waren ook nog in die stijl: Schepen worden zeilklaar gemaakt voor de Schotse kust, Schepen in nadering van Engeland. Zijn Schipbreuk op de kusten van de Shetlands werd door de staat aangekocht. Tijdens dit salon werd hem een gouden medaille toegekend. Van 1852 zijn er regelmatig Scheldegezichten in Clays’ oeuvre terug te vinden. Naast een Rede van Portsmouth en een Windvlaag op de banken voor de Vlaamse kust, zag men in het Brusselse salon 1854 zo ook een Morgennevel aan de oevers van de Schelde; en in 1855 te Antwerpen een Scheldemonding nabij Terneuzen naast een Voormiddag voor de kust van Boulogne. Te Mechelen zag men hetzelfde jaar een Morgennevels over de kust van Portsmouth. Omstreeks die tijd portretteerde hij P. F. Claeys (1810-1881), officier van de Koninklijke Belgische Marine. Het portret is te zien in het Nationaal Scheepvaartmuseum te Antwerpen. Net als zijn collega Louis Verboeckhoven legde Clays de aankomst van koningin Victoria te Oostende op doek vast. Zo’n schilderij daterend uit 1857 maakte deel uit van de Koninklijke verzameling, net als een Windvlagen uit 1859.
Verder zijn er marines als De Schotse kust (Salon 1850, Brugge; twee werken met dezelfde titel), Avondeffect nabij Doel op de Schelde en Ochtendeffect – Rede van Vlissingen (alle twee in het Salon 1858-Antwerpen), Het Engelse schip Henry-Elisabeth de ondiepten voor de Vlaamse kust rakend. De haven van Vlissingen en De havengeul te Nieuwpoort (1860), of nog: De Schelde te Lillo, Boten geladen met hooi en Windstoot voor de Hollandse kust (alle drie in het Salon 1861-Antwerpen). Holland en Zeeland gingen dus blijkbaar een grote rol spelen in Clays’ werken.
In 1856 behoorde Clays tot de stichtende leden van de Société Royale Belge des Aquarellistes, een kunstenaarsvereniging die in de geest van de Britse "Royal Watercolour Society" (gesticht 1804) wilde werken.

### Stijlverandering
De jaren zestig brachten een kentering in zijn kunst. Zijn marines evolueerden naar meer realiteitszin, met fris en helder coloriet, ongekunstelde compositieschema’s en met minder doorgedreven detailwerking. Die stijl lag beduidend dichter bij het impressionisme. Het gevolg was dat zijn werken elk marine-documentair belang verloren en alleen een esthetische waarde overhielden. Het publiek van de kunstamateurs volgde weldra en Clays overtrof al gauw zijn collega’s-marineschilders in roem. Uit die tijd en daarna dateren vele bekende en zeer gezochte werken: binnenschepen of kleine zeeschepen, meestal voor anker op stille waters, bij zon of bij grauw weer. Mettertijd ging hij dat type steeds herhalen, dit ter wille van de grote vraag.
Anno 1863 plaatste de Regering een bestelling bij Clays. Het doek, De kust van Oostende was te zien tijdens het salon 1863 te Brussel samen met andere werken: Windstilte voor de storm, Neveleffecten op de Schelde (destijds verz. Georges ’t Kint de Roodebeke) en Frisse wind op de Hollandse kust.
1863 was ook het jaar van de afkoop van de Scheldetol aan Nederland. Deze gebeurtenis ging gepaard met veel uitbundige feestelijkheden op de Schelde te Antwerpen. Schilderijen van Clays in het Nationaal Scheepvaartmuseum te Antwerpen en in het Museum van New-York getuigen nog steeds van de pompeuze massa-evenementen van 1 augustus 1863.
Het schilderij De Rede van Antwerpen uit het Museum voor Schone Kunsten te Brussel kan als Clays’ meesterwerk doorgaan. Het is zijn meest gereproduceerde en daarom ook meest bekende werkstuk. Het doek in kwestie was voor het eerst te zien tijdens het Brusselse salon van 1869, samen met nog drie marines: Windstilte nabij Dordrecht, Ingang van de haven van Zierikzee bij storm en Windstilte – ochtendeffect.
In de vroege jaren zeventig liet Clays zich een grote woning bouwen gelegen in de Seutinstraat 27 te Schaarbeek. Het atelier puilde uit van de vele reisherinneringen, van de ontelbare schetsen en studies. De meester zelf bleef steevast doorwerken. Enorme kwantiteiten verlieten zijn atelier. De vraag naar zijn marines was groot, ook in het buitenland, tot in Amerika toe. Clays bleef een trouw salonexposant. Zijn schilderijen in de driejaarlijkse tentoonstelling 1890 te Brussel heetten: Het Handelsdok te Brussel, Windstilte voor de storm en Bries voor de Hollandse kust. Ook na 1890 had Clays nog niets van zijn werkkracht verloren: in 1891 stuurde hij nog vier marines naar de tentoonstelling te München: Open zee, Kust in Zeeland, Windstilte, Windstilte in Zeeland. Tijdens het Parijse salon 1893 was nog een Rede van Dordrecht te zien.

### Tentoonstellingen van Levende Meesters in Nederland
Lange tijd stuurde Clays ook schilderijen naar de “Tentoonstellingen van Levende Meesters” in Nederlandse steden :
- Amsterdam, 1841 : “Marine”
- Den Haag, 1841 : “Zeeslag”
- Utrecht, 1841 : “Woelige zee”
- De Haag, 1849 : “De rede van Lagos in de Algarven”
- Amsterdam, 1858 : “Strand te Lagos”, “De Schelde bij stil water en opkomende donderbui”
- Amsterdam, 1877 : Een Hollands zeegezicht bij stil weer, “Geen zuchtje” (verz. W.C.M. de Jonge van Ellemeet), “Troebel water” (zelfde verz.), “Loodsboot bij storm” (verz. P. Verloren van Themaat)

## Trivia
- Een van de bekendste bezoekers aan het atelier van Clays was de Franse beeldhouwer David d’Angers : hij wijdt er enkele alineas aan in zijn “Carnets”.
- Clays was lid van de Koninklijke Academie van België, van de Koninklijke Academie voor Schone Kunsten van Antwerpen, van de Academiën van New-York en Spanje. Hij was commandeur in de Leopoldsorde, Commandeur in de orde van Carlos III van Spanje, Officier in het Légion d’Honneur en Commandeur in de Huisridderorde van de Heilige Michaël van Beieren. Daarnaast kon hij op een indrukwekkend palmares bogen, o.a. medailles “eerste klasse” te Parijs in 1862 en 1878.
- Clays deed soms een beroep op zijn collega Charles Tschaggeny (1815-1894) om zijn marines te stofferen.
- In 1899 leverde hij nog zijn bijdrage aan de nog prille prentkaartindustrie met twee aquarellen van een pakketboot Oostende-Dover (heen- en terugreis voorstellende). Met aangepaste titels werden ze tot een reeks van 36 chromolithografische kaarten uitgebouwd. Clays stelde levendige interesse in de pakketboten Oostende-Dover: hij maakte tekeningen van de meeste schepen op die lijn en vermaakte zich ooit met het uit te rekenen hoeveel omwentelingen de scheepsraderen moesten maken om de afstand Oostende-Dover af te leggen.
- In Schaarbeek en in Zeebrugge is een straat naar hem vernoemd.

## Iconografie
- Een portret in houtskool door Eugène Broerman, afgebeeld in het album Célébrités nationales uit 1893 en een gegraveerd portret door G. Montenez.
- Het AMVC te Antwerpen bezit van Clays een portretfoto door Ghémar.

## Musea en openbare verzamelingen
- Antwerpen, Koninklijk Museum voor Schone Kunsten
- Antwerpen, Nationaal Scheepvaartmuseum
- Brugge, Groeningemuseum
- Brugge, Stadhuis
- Brussel, Belfius Collectie (ex-Gemeentekrediet)
- Brussel, Koninklijke Musea voor Schone Kunsten van België
- Brussel, Prentenkabinet (een rijke verzameling tekeningen en aquarellen)
- Gent, Museum voor Schone Kunsten
- Hamburg
- Leicester
- Luik, Musée des Beaux-Arts
- Luik, Grand Curtius
- Londen, Victoria and Albert Museum
- Londen, National Gallery
- München
- New York
- Nieuwpoort
- Oostende, Mu.ZEE (uit voormalig Museum voor Schone Kunsten)
- Sheffield

- Bibliothèque nationale de France: cb149717106 (data)
- Gemeinsame Normdatei: 117691267
- International Standard Name Identifier: 0000 0000 7845 9680
- Library of Congress Control Number: nr91043029
- Nationale Bibliotheek van Israël: 987007509849905171
- Nationale Bibliotheek van Polen: a0000003674002
- RKD-Nederlands Instituut voor Kunstgeschiedenis: 17143
- SNAC: w6gf5gw0
- Système universitaire de documentation: 183122763
- Union List of Artist Names: 500006597
- Virtual International Authority File: 37700077
- WorldCat: E39PBJqQrR4Yp8hq7V7jbHyw4q